# Variable DY Persei
Les variables DY Persei són una subclasse de variables R Coronae Borealis (R CrB). Són estrelles de carboni de la branca asimptòtica de les gegants (AGB) que presenten una variabilitat polsacional de les estrelles de l'AGB i la de les variables irregulars semblants a les estrelles R CrB.
L'estrella DY Persei és el prototip d'aquesta diminuta classe d'estrelles variables. Només es coneixia DY Persei a la nostra galàxia fins al 2008, quan el catàleg sistemàtic de cerques de les variables R CrB va descobrir un exemple de 17ª magnitud (com a màxim). Des d'aleshores les cerques automatitzades han confirmat altres quatre, incloent un de magnitud 5.9 com a màxim. També hi ha diversos candidats que encara no s'han observat, que s'esvaeixen, i diverses estrelles DY al Gran Núvol de Magalhães.
Tot i que les variables DY Persei s'han considerat un subconjunt de les variables R CrB a causa de les seves variacions irregulars i els espectres rics en carboni, simplement poden ser un tipus inusual d'estrella de carboni no relacionada amb les variables R CrB més massives i més lluminoses. Els esclats poden ser causats per l'enfosquiment per l'expulsió en lloc de condensació de carboni en les atmosferes de les estrelles.